# Odadüzü, Bulancak
Odadüzü là một xã thuộc huyện Bulancak, tỉnh Giresun, Thổ Nhĩ Kỳ. Dân số thời điểm năm 2011 là 162 người.